# Margo Jefferson
Pour les articles homonymes, voir Jefferson.
Margo Lillian Jefferson, née le 17 octobre 1947 à Chicago, est une écrivaine et universitaire américaine.

## Biographie

### Origines et formation
Margo Jefferson naît le 17 octobre 1947 à Chicago, dans l'Illinois.
Elle est titulaire d'une licence (BA) de l'université Brandeis en 1968, où elle a obtenu son diplôme avec une mention cum laude, et d'une maîtrise (MS) de l'école supérieure de journalisme de l'université Columbia en 1971.

### Parcours professionnel
Elle a enseigné au Eugene Lang College of Liberal Arts de la New School en tant que professeure associée.
Elle travaille pour le New York Times de 1993 à 2006, d'abord comme critique littéraire puis s'oriente vers le théâtre pour devenir critique d'art. Elle obtient le prix Pulitzer de la critique en 1995. Outre le New York Times, elle a écrit pour Vogue, New York Magazine, The Nation et Guernica.
Jefferson s'intéresse au jazz et a participé en 2001 à la série documentaire de Ken Burns sur l'histoire de cette musique.

### Parcours littéraire
Jefferson publie en 2006 un livre, On Michael Jackson, qui est décrit par Publishers Weekly comme un « volume mince et intelligent d'analyse culturelle ». Selon Lucy Scholes dans The Independent : « L'excellent On Michael Jackson n'est pas une biographie directe, ni une tentative de clamer son innocence ou sa culpabilité en ce qui concerne les scandales d'abus d'enfants qui, bien qu'il ait été acquitté, hantent sa vie après la mort. Un "déchiffrage" est probablement la description la plus précise du livre, l'espièglerie de la prose de Jefferson étant le véhicule parfait pour une analyse aussi intelligente que lisible ».
Jefferson publie en 2015 un livre autobiographique, Negroland : A Memoir. Il a été décrit par Dwight Garner dans le New York Times comme un « mémoire puissant et compliqué », et par Margaret Busby dans le Sunday Times comme « tout à fait fascinant », tandis qu'Anita Sethi a écrit dans The Observer : « Jefferson explore de manière fascinante la façon dont son expérience personnelle s'est croisée avec la politique, du mouvement des droits civiques au féminisme, ainsi qu'avec l'histoire avant sa naissance". Tracy K. Smith a écrit dans le New York Times : « L'appareil narratif visible de « Negroland » met en évidence l'extrême vulnérabilité de son auteur face à son sujet. Il met également en évidence les conséquences trop souvent invisibles de l'obsession permanente de notre nation pour la race et la classe ».
Jefferson a contribué à l'anthologie 2019 New Daughters of Africa, éditée par Margaret Busby

#### Récompenses
En 2016, Negroland a été sélectionné pour le Baillie Gifford Prize pour une Non-Fiction et a remporté le National Book Critics Circle Award dans la catégorie Autobiographie en 2015.
En 2022, Jefferson reçoit le prix de littérature Windham-Campbell dans la catégorie non-fiction pour sa biographie On Michael Jackson, et ses mémoires Negroland: A Memoir.
Son livre Constructing a Nervous System (en) sorti en 2022 est finaliste de la médaille Carnegie de l'ALA 2023 et du prix 2023 du National Book Critics Circle dans la catégorie critique. Le livre remporte le prix général ainsi que la catégorie non fiction du Rathbones Folio Prize.

## Œuvres
- Margo Jefferson, On Michael Jackson (œuvre littéraire), Pantheon Books, 2006.
- Margo Jefferson, Negroland: A Memoir (œuvre littéraire), Pantheon Books, 2015.
- Margo Jefferson, Constructing a Nervous System (œuvre littéraire), Pantheon Books, 2022.